# Álex Mumbrú
Álex Mumbrú Murcia (* 12. Juni 1979 in Barcelona, Katalonien) ist ein spanischer Basketballtrainer und ehemaliger -spieler. Seit 2024 ist er Trainer der deutschen Basketballnationalmannschaft der Männer.

## Laufbahn
Álex Mumbrú begann seine Laufbahn in der Jugend von Joventut de Badalona. Am 6. September 1997 feierte er seinen Einstand in der ersten Mannschaft bei einem Ligaspiel gegen CB Girona, zum Einsatz kam er jedoch in dieser sowie in der Folgesaison 1998/99 nur gelegentlich und spielte zumeist in der B-Mannschaft des Klubs Sant Josep Badalona. Ab 1999/2000 stieg er endgültig in das Profiaufgebot von Joventut auf und machte sich einen Namen als Flügelspieler mit Stärken beim Distanzwurf.
Im Sommer 2002 verpflichtete ihn der Spitzenklub Real Madrid. Mit den „Königlichen“ erreichte er zwar in der Saison 2003/04 das Endspiel um den ULEB Cup, an seine Leistungen bei Badalona konnte er jedoch nicht anschließen und kehrte so nach zwei Jahren zu seinem ehemaligen Verein zurück.
Mit Joventut knüpfte er an frühere Leistungen an, und nach zwei starken Spieljahren bei den Katalanen kehrte er unter Trainer Joan Plaza erneut zu Real Madrid zurück. Diesmal wurde er zu einer tragenden Figur bei den Hauptstädtern und feierte seine größten Erfolge in der Saison 2006/07 mit dem Gewinn der Meisterschaft durch ein 3:1 im Finale gegen den Erzrivalen FC Barcelona sowie des ULEB Cup durch ein 87:75 im Endspiel gegen Lietuvos rytas.
Im Sommer 2009 fiel er einem Kaderumbruch unter Ettore Messina zum Opfer und wechselte zum 2004 aufgestiegenen Klub Bilbao Basket. Bei den Basken übernahm er eine tragende Rolle als Stammspieler und führte seine Mannschaft in der Saison 2010/11 überraschend bis ins Finale um die Meisterschaft, wo man jedoch dem FC Barcelona mit 0:3 unterlag.
2018 beendete Mumbrú seine Laufbahn.

### Nationalmannschaft
Mumbrú, der mit der B-Auswahl Spaniens im Jahre 2001 die Goldmedaille bei den Mittelmeerspielen gewann, feierte am 26. Januar 2002 gegen Griechenland sein Debüt in der A-Nationalmannschaft. Mit den Iberern gewann er unter anderem Gold bei der WM 2006, die Silbermedaille bei den Olympischen Spielen 2008 sowie den Titel bei der EM 2009. Im Juni 2011 gab Mumbrú seinen Rücktritt aus der Nationalmannschaft bekannt, um sich voll auf seine Arbeit im Verein zu konzentrieren. 2013 kehrte er in die Auswahl zurück und nahm an der Europameisterschaft teil.

## Trainer
2018 übernahm er das Traineramt bei Bilbao Basket und führte die Mannschaft 2019 zum Erstligaaufstieg. 2022 wechselte er zum Valencia Basket Club. Anfang April 2024 wurde Mumbrú in Valencia entlassen.
Am 15. August 2024 wurde Mumbrú als Nachfolger von Gordon Herbert Bundestrainer der Deutschen Basketballnationalmannschaft.

## Erfolge als Spieler

### Klub
- 1998 Finalist der Copa del Rey de Baloncesto mit Joventut de Badalona
- 2001 Teil des All-Star Teams der ACB
- 2004 Finalist beim ULEB Cup mit Real Madrid
- 2006 Sieger des FIBA EuroCup mit Joventut de Badalona
- 2007 Sieger des ULEB Cup mit Real Madrid
- 2007 Sieger der Spanischen Meisterschaft mit Real Madrid

### Nationalmannschaft
- Goldmedaille bei den Mittelmeerspielen 2001 mit Spanien
- Bronzemedaille bei den Mittelmeerspielen 2005 mit Spanien
- Goldmedaille bei der Weltmeisterschaft 2006 mit Spanien
- Silbermedaille bei der Europameisterschaft 2007 mit Spanien
- Silbermedaille bei den Olympischen Spielen 2008 mit Spanien
- Goldmedaille bei der Europameisterschaft 2009 mit Spanien
- Bronzemedaille bei der Europameisterschaft 2013 mit Spanien

## Privates
Mumbrú ist Vater von fünf Kindern (zwei Jungen, drei Mädchen).